# Rayforstia wisei
Espèce
Synonymes
- Textricella wisei Forster, 1964

Rayforstia wisei est une espèce d'araignées aranéomorphes de la famille des Anapidae.

## Distribution
Cette espèce est endémique des îles Campbell en Nouvelle-Zélande.

## Étymologie
Cette espèce est nommée en l'honneur de Keith Arthur John Wise (1926-2012).

## Publication originale
- Forster, 1964 : The Araneae and Opiliones of the subantarctic islands of New Zealand. Pacific Insects Monographs, vol. 7, p. 58-115.